# Muchacho que vas cantando
Muchacho que vas cantando es una película filmada en colores de Argentina dirigida por  Enrique Carreras sobre el guion de Jorge Milán y Eduardo Millán según la obra teatral de Kazimiersz Ertos y Wladystaw Slesicki que se estrenó el 12 de agosto de 1971 y que tuvo como protagonistas a  Palito Ortega, Miguel Gila, Nené Morales y Mona Quintana. Filmado parcialmente en las Cataratas del Iguazú.

## Sinopsis
Una mujer aparece y desata el conflicto cuando un hombre está de vacaciones sin su esposa y con un hijo y un amigo.

## Reparto
- Palito Ortega ... Daniel
- Miguel Gila ... Miguel
- Nené Morales ... Mirta
- Mona Quintana ... Graciela
- Jorge Sánchez
- Alicia Rojas
- Victoria Berni
- Cayetano Biondo
- Luis García Bosch
- Roberto Guthié
- Rey Charol
- Juan Alighieri
- Mario Otero
- Mónica Cramer
- Ana María Montero
- Sara Barbieri

## Comentarios
La Prensa escribió:

”Es un espectáculo intrascendente, liviano y amable.”

Manrupe y Portela escriben:

”Un asunto que pudo aprovecharse (los celos del chico y su fuga) pero se tapó con canciones.”